# Sextius Alexandre François de Miollis

Sextius Alexandre François de Miollis (1759–1828)

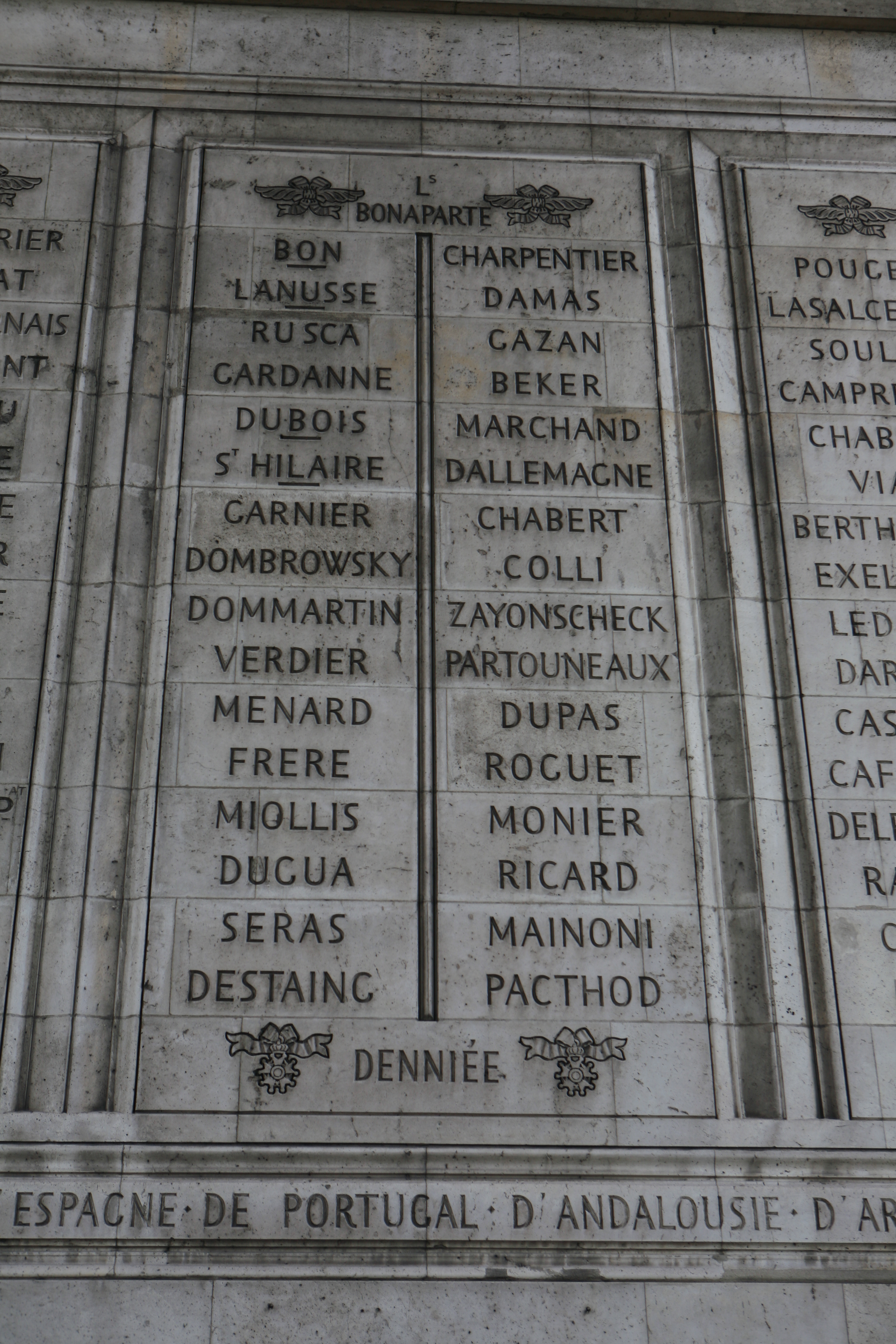
Südpfeiler des Triumphbogens, Spalte 25

Sextius Alexandre François de Miollis (* 18. September 1759 in Aix-en-Provence; † 18. Juni 1828 ebenda) war französischer General und zuletzt Kommandant von Metz. Bekanntheit erlangte er aber als Kommandant von Rom. Sein Name findet sich auf dem Südpfeiler des Triumphbogens, Spalte 25.

## Herkunft
Seine Eltern waren Laurent Joseph de Miollis (1715–1792) und dessen Ehefrau Marie Thérèse Delphine Boyer de Fonscolombe (1716–1792). Er hatte mehrere Brüder:
- Charles François Melchior Bienvenu (1753–1843), Bischof von Digne
- Honoré Gabriel Henri (1758–1830), Präfekt des Départements Finistère
- Balthazar (1749–1827), französischer General

## Leben
Er ging im Jahr 1772 zur Armee und kam in das Régiment de Soissonnais. Im Jahr 1779 wurde er Sous-lieutenant und kam mit dem französischen Hilfskorps nach Amerika, um die dortigen Aufständischen zu unterstützen. In der Schlacht bei Yorktown wurde er 1781 durch eine Granate schwer verletzt und behielt auch eine Narbe im Gesicht zurück. 1782 wurde er nun zum Lieutenant befördert.
Mit Beginn der französischen Revolution wurde er im September 1789 zum Capitaine im Régiment de Béarn befördert. Bereits im Mai 1792 wurde er als Lieutenant-colonel im 3. Bataillon des Freiwilligen Regiment Bouches-du-Rhône kommandiert.

### Dienst bei der Italienarmee
Es gehörte zur Südarmee und später zur Armee du Var, die am Fluss Var im Piemont stand. Dort nahm er auch am Gefecht bei Nizza teil. Er kämpfte dann in Italien, wo er die Festung von Isola eroberte, und war noch 1793 an der Bekämpfung eines Aufstandes in Antibes beteiligt. Im September 1793 übernahm er ein Brigadekommando und wurde im Februar 1794 zum Général de brigade befördert. Im Jahr 1795 kam er zunächst zur Division Sérurier und dann zur Division Laharpe. In diesem Jahr nahm er an den Gefechten bei Garessio und Finale teil. Als Napoleon 1796 die Italienarmee übernahm, wurde er der Division Sérurier zugewiesen. Er kämpfte dann unter Meynier bei Mondovi und wurde Kommandant von Ceva. Später nahm er an der Belagerung von Mantua teil. Dort konnte er sich bei der Verteidigung von St. Georges auszeichnen. Nach der Schlacht bei La Favorita (15. September) mussten sich die Österreicher vorerst zurückziehen. Miollis wurde kurz Kommandant von Alessandria, aber schon im Oktober 1796 war er wieder bei der Belagerung von Mantua. Am 25. Januar 1797 konnte er die Österreicher unter dem lombardischen General Giovanni Provera bei St. Georges ein weiteres Mal abwehren und sogar eine Division unter Hohenzollern-Hechingen gefangen nehmen. Nach der Kapitulation von Mantua wurde er Gouverneur der Stadt. Anschließend wurde er zur Division Delmas versetzt, der Erste Koalitionskrieg endete mit dem Frieden von Campo Formio.
Ende des Jahres 1798 nahm er am Feldzug in der Toskana teil. Im März 1799 besetzten seine Truppen Livorno und entwaffneten die dortigen Streitkräfte. Er verhaftete den britischen und den russischen Konsul, was zu diplomatischen Spannungen führte, und beschlagnahmte die Schiffe im Hafen. Er kam dann zu Paul Louis Gaultier de Kervéguen in die Toskana, dort wurde er im Juli 1799 zum Général de division befördert. Er kämpfte bei Recco und besiegte Johann von Klenau in Rapallo. Im März 1800 erhielt er das Kommando über die 1. Division und bildete den rechten Flügel der Italien-Armee unter Soult. Er verteidigte Genua unter dem Oberbefehl von André Masséna. Nachdem die Alliierten Monte Cornua und Monte Faccio erobert hatten, konnte er nur zwei Tage später Monte Faccio zurückerobern. Am 9. April 1800 wurde er zum Gouverneur von Genua ernannt, musste aber im Juni 1800 die Festung übergeben. Im Juli 1800 wurde er dann Kommandeur der 1. Division des Reservekorps unter Guillaume Philibert Duhesme. Im November wurde er dann Kommandeur der Toskana. Er musste Florenz evakuieren, konnte aber dann Arezzo besetzen und infolgedessen dann Florenz und Siena.
Als Napoleon sich 1802 zum Konsul auf Lebenszeit wählen lassen wollte, stimmte Miollis dagegen. Infolgedessen war er bis August 1803 unbeschäftigt und wurde dann Gouverneur von Belle-Isle-en-Mer. Von dort wurde er im Februar 1805 abberufen, um Kommandeur der Truppen in Holland zu werden, im Juli wurde er dann Kommandant von Utrecht und Walcheren, aber schon im Juni wurde er nach Italien versetzt, wo er erneut Gouverneur von Mantua wurde. Er ordnete den Bau eines Obelisken zur Ehre von Vergil an und in Ferrara eine Säule zur Erinnerung an Ludovico Ariosto, ferner sorgte er für die Überführung der Asche des Ariosto an die Universität Ferrara. In Verona ordnetet er die Wiederherstellung des römischen Zirkus an.
Während des Dritten Koalitionskrieges wurde er im Oktober 1805 Kommandeur der französischen Truppen in Italien. Nach dem Krieg kommandierte er eine Division. die unter dem Kommando von Eugène-Rose de Beauharnais Venetien besetzte. Er kommandierte dann ab Dezember 1806 die Armee in Dalmatien und beschlagnahmte am 29. August 1807 englische Handelswaren im Hafen von Livorno. Er erhielt mehrere Orden, wurde Grand Officier de la Légion d’Honneur, am 16. September 1808 Graf des Ersten Kaiserreiches, darauf auch Kommandeur des Ordens beider Sizilien.

### Militärkommandant in Rom
Am 2. Februar 1808 wurde er Kommandeur der französischen Truppen, welche bis 21. Januar 1809 Rom besetzten. Als französischer Vizegouverneur in Rom gewährte er Papst Pius VII. zunächst noch den größtmöglichen Respekt. Er wurde Kommandant der 30. Division und erhielt den Titel des Generalgouverneurs der römischen Staaten.
Am 16. Mai 1809 verfügte Napoleon, dass Rom dem französischen Territorium einverleibt werde; daraufhin hisste Miollis am 10. Juni auf der Engelsburg die französische Flagge. Nachdem der Papst Napoleon für diesen Rechtsbruch exkommunizierte, ließ Miollis den Papst durch den Kommandeur seiner Gendarmerie, General Radet in der Nacht vom 5. auf den 6. Juli verhaften und ins Exil nach Frankreich abführen. Miollis verblieb bis Anfang 1814 in dieser Position, dann paktierte der König von Neapel, Joachim Murat ab 8. Januar mit den Österreichern und ließ am 19. Januar seine Truppen in Rom einrücken. Miollis ließ sich mit seiner Garnison in St. Ange einschließen. Nach mehreren Wochen der Belagerung wurde im März 1814 auf Vermittlung von Joseph Fouché eine Vereinbarung abgeschlossen, welche ihm nach dem Fall Napoleons freien Abzug und Ehren gewährte.

### Zeit nach der Restauration
Der französische König Ludwig XVIII. machte Miollis zunächst zum Kommandeur der 1. Subdivision der 9. Division in Marseille, zudem wurde er Ritter des Ordens von Saint Louis. Als Napoleon im März 1815 von Elba zurückkehrte, sollte Miollis ihm mit dem 58e régiment d’infanterie und dem 83e régiment d’infanterie den Weg abschneiden. Aber er verpasste ihn und Napoleon erreichte Paris. Dieser versetzte den altgedienten General nun als Kommandeur in die Festung Metz. Dort begann er sogleich, die Festung in den Verteidigungszustand zu versetzen. Er kommandierte dort 9000 Mann und im September 1815 hatte er auf der Insel Chambieres sogar eine Lünette errichtet. Bereits am 29. Juni 1815 erreichten Truppen des russischen III. Korps unter General Langeron Metz. Er schlug sein Hauptquartier in Peltre auf und umzingelte die Festung mit 6000 Mann. Miollis konnte nur mit größeren und kleineren Ausfällen reagieren, da seine Mannschaften zwar zahlenmäßig überlegen waren, aber viel zu unerfahren. Der russische General schrieb daraufhin einen Brief an Miollis, in welchem er darauf hinwies, dass hier keine entscheidende Schlacht zu schlagen sei und er die Umgebung verwüsten lassen werde, sollte der General so weitermachen. Dieser stellte daraufhin seine Operationen ein. Aber am 11. Juli konnte ein kleines Korps von 1400 Mann und 16 Geschützen unter General Meriage in Richtung der belagerten Festung Longwy aufbrechen. Dieses brach die Blockade von Thionville, wo sich 400 Zöllner der Truppe anschlossen. Sie griffen dann das überraschte Blockadekorps von Longwy an. Die 2300 Mann unter Ludwig von Hessen-Homburg wehrten sich, mussten dann aber das Schlachtfeld verlassen, da auch die Besatzung von Longwy unter Oberst Ducos einen Ausfall machte. Am 18. Juni verlor Napoleon den Krieg und am 24. wehte die Weiße Fahne über Metz.
Nach dem Krieg verließ Miollis das Militär und zog sich nach Aix-en-Provence zurück, wo er am 18. Juni 1828 starb.

## Familie
Er war zweimal verheiratet. Er heiratete im Jahr 1772 die Comtesse Novaro de Castelvecchio.
Am 24. März 1798 heiratete er Marie Rosalie Louise Boutte (* 1758). Kinder sind keine bekannt.